# Beneath the Veiled Embrace
«Beneath the Veiled Embrace» — перший студійний альбом британського симфо-готик-метал-гурту Pythia. Реліз відбувся 12 жовтня 2009.

## Список композицій
| #     | Назва                | Тривалість |
| ----- | -------------------- | ---------- |
| 1.    | «Sweet Cantation»    | 03:54      |
| 2.    | «Sarah (Bury Her)»   | 04:31      |
| 3.    | «Tristan»            | 04:10      |
| 4.    | «Ride for Glory»     | 04:42      |
| 5.    | «My Pale Prince»     | 04:46      |
| 6.    | «Eternal Darkness»   | 05:01      |
| 7.    | «What You Wish For»  | 04:15      |
| 8.    | «Oedipus»            | 05:28      |
| 9.    | «Army of the Damned» | 04:25      |
| 10.   | «No Compromise»      | 05:13      |
| 46:25 |                      |            |

## Учасники запису
- Емілі Овенден – вокал
- Тім Нейл – електрогітара
- Енді Ніксон-Корфілд – бас-гітара
- Річард Холланд – клавіші
- Марк Даес – ударні
- Рос Вайт – ритм-гітара